# Kristóf Báthory
Kristóf Báthory (1530 – Alba Iulia, 27 maggio 1581) fu principe di Transilvania dal 1576 al 1581, anno della sua morte.

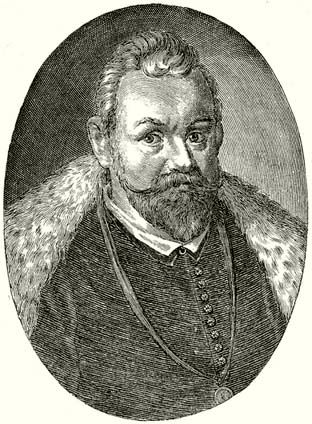
Kristóf Báthory

Figlio primogenito di István VIII Báthory, appartenente al ramo Somlyó della dinastia, Kristóf Báthory seguì da presso la carriera militare e politica del giovane fratello István IX Báthory. Nel 1565 si schierò in favore di Giovanni II d'Ungheria nella lotta per il trono d'Ungheria, distinguendosi però più come militare che come diplomatico (a differenza del fratello Stefano). Nel 1571, quando István Báthory venne eletto voivoda di Transilvania, Kristóf venne fatto signore di Oradea, città recentemente oggetto di contesa con i turchi. Nel 1576, quando István Báthory divenne Re di Polonia, Kristóf lo sostituì sul trono di Transilvania.
Dalla moglie, Elisabetta Bocskai, figlia di István Bocskai, Kristóf ebbe:
- Zsigmond Báthory, affiancato al trono e successore del padre alla sua morte;
- Griselda, sposata con lo szlachta Jan Zamoyski, figura di primo piano nella Confederazione Polacco-Lituana durante il regno di István IX Báthory.